# Fiat Pomigliano d'Arco

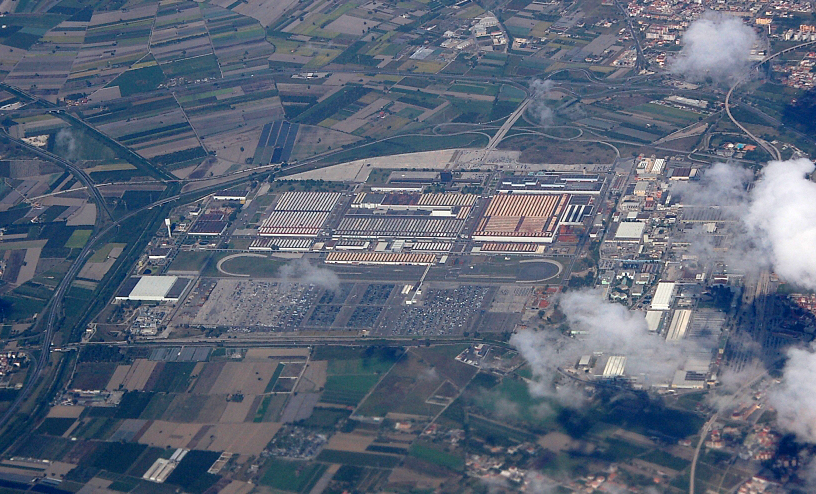
Vista aérea de la fábrica de ALFA ROMEO Pomigliano d'Arco

Alfa Romeo  Pomigliano d'Arco es una de las fábricas de automóviles de FCA. Está situada en el municipio italiano de Pomigliano d'Arco en la ciudad metropolitana de Nápoles, en lo que fue un antiguo aeropuerto y anexa al centro ELASIS y la planta de la extinta Alfa Romeo Avio. Fue diseñada en 1968 por Alfa Romeo y comenzó a producir automóviles en 1972. Su plantilla es de 5.000 empleados.
La fábrica de Pomigliano d'Arco era y es históricamente conocida como "Alfa Sud" (Alfa Sur en italiano). En 2008 fue rebautizada como "Giambattista Vico" en memoria del filósofo napolitano.

## Historia

### La primera fábrica.
En 1938, el Instituto Italiano para la Reconstrucción Industrial propuso a Alfa Romeo construir en el Sur de Italia un complejo industrial aeronáutico y un pequeño aeropuerto. Pomigliano d'Arco fue la ubicación seleccionada y gracias a la labor del ingeniero Ugo Gobbato se convirtió en una planta tecnológicamente de vanguardia, capaz de producir motores muy avanzados para la época. Para mejorar las condiciones de vida de los trabajadores residentes en la zona, se construyó desde cero todo un barrio con cerca de quinientas casas cada una con un pequeño jardín, así como un alojamiento de unas setecientas plazas para los foráneos.
Con el estallido de la Segunda Guerra Mundial la planta se convierte una de las más grandes y modernas de Europa. En 1942 comienza la producción de motores para la alemana Daimler. En 1943 el complejo se completa con un centro de producción de estructuras completas y otro de aleaciones ligeras pero poco después la fábrica de Alfa Romeo fue bombardeada.
La producción de motores de aeronaves no se reinició hasta 1952 cuando terminó la reconstrucción de la ciudad y la fábrica.

### Nacimiento de AlfaSud
A finales de los años sesenta las plantas de Alfa Romeo en Italia eran sólo dos. La primera construida en 1910 situada en pleno barrio de Portello en la ciudad de Milán y la segunda inaugurada en 1963 en Arese, afueras de esa misma ciudad. Durante esa década el Gobierno italiano, que en aquel momento era propietario de Alfa Romeo, decidió poner en práctica algunas medidas para fomentar el desarrollo del Sur del país y frenar así la emigración de muchos jóvenes que se trasladaban al Norte de Italia en busca de trabajo. Por ese motivo y con la oposición del entonces presidente de Alfa Romeo, se proyectó la construcción de una nueva fábrica para la producción de automóviles junto a la fábrica existente Alfa Romeo Avio en Pomigliano d'Arco, naciendo el proyecto llamado "Alfasud".
En 1967 se inició al mismo tiempo el diseño de la planta y el de un nuevo modelo de coche (el Alfasud). Ambos proyectos bajo la responsabilidad técnica del ingeniero Rudolf Hruska, uno de los ingenieros de mayor prestigio internacional y "brazo derecho" de Ferdinand Porsche.
El 15 de enero de 1968, después de decenas de proyectos presentados y discutidos, se presenta el plan general para la construcción de la instalación Alfasud Pomigliano d'Arco.
El 17 de enero de 1968 nace la "Industria Napoletana Costruzione Autoveicoli Alfa Romeo - Alfasud SpA.". cuyo principal accionistas es Alfa Romeo. La nueva compañía con sede en Pomigliano d'Arco se crea de forma independiente al llamado "AlfaNord" de Arese.
Para el proyecto se asignan poco más de 300 millones de liras de la época en gran parte financiado por fondos estatales y el Banco de Nápoles.
El 26 de abril de 1968 se coloca la primera piedra en presencia del primer ministro Aldo Moro.
A pesar de los numerosos retrasos debido a las numerosas huelgas de trabajadores, Hruska fue capaz de completar las obras y comenzar la producción con sólo tres meses de retraso, en abril de 1972. Desde la fundación de Alfa Romeo en 1910 el logotipo de la marca ha llevado escrita el nombre italiano "Milano" en honor a Milán -ciudad de la que es originaria- pero desde 1972 con la apertura de la fábrica de Pomigliano esa referencia fue eliminada.
El primer automóvil salido de la cadena de montaje de la planta fue el Alfa Romeo Alfasud, primer tracción delantera de la marca. El modelo fue presentado en 1971 en el Salón del Automóvil de Turín. La comercialización de la primera serie consiguió una buena acogida y las ventas en esos años ascendiendo a más de setenta mil vehículos. Tras la finalización de la planta y el diseño del nuevo automóvil Alfasud S.p.A. sigue manteniendo su independencia.

### De los años 80 hasta la actualidad
En 1982 "Alfasud S.p.A." cambió su nombre a "I.N.C.A. Investimenti".
En 1986, Alfa Romeo es vendida a Fiat y la planta se convirtió en parte del Grupo Fiat.
Con la nueva administración del grupo turinés y tras la fusión de Lancia y Alfa Romeo, la fábrica pasó a denominarse "Fabrica Alfa-Lancia Pomigliano d'Arco"
A raíz de la reestructuración de Fiat Group en 2007, la fábrica pasó a denominarse "Fiat Group Automobiles - Giambattista Vico" en memoria del filósofo napolitano.
En 2011, tras el cese de producción de los Alfa Romeo 159 y Alfa Romeo 159 Sportwagon, se acometió una reforma de 900 millones de euros para adaptar las líneas de producción a la tercera generación del Fiat Panda, cuya anterior generación se venía fabricando en la planta polaca de Fiat Tychy. La capacidad instalada de las líneas es de 1000 unidades al día.
La planta ganó en 2012, entre todas las fábricas de automóviles de Europa, el prestigioso premio Automotive Lean Production Award.

## Producción
En la planta de Pomigliano d'Arco se han fabricado los siguientes vehículos:
|  | Marca       | Modelo                                    | Fecha de inicio | Fecha de fin | Unidades            |
|  | ----------- | ----------------------------------------- | --------------- | ------------ | ------------------- |
|  | Alfa Romeo  | Alfasud (primera serie)                   | 1972            | 1980         | 642.528             |
|  | Alfa Romeo  | Alfasud Giardinetta                       | 1975            | 1980         | 5.097               |
|  | Alfa Romeo  | Alfasud Sprint                            | 1976            | 1988         | 121.184             |
|  | Alfa Romeo  | Alfasud (segunda serie)                   | 1980            | 1984         | 203.904             |
|  | Alfa Romeo  | 33 (primera serie)                        | 1983            | 1990         | 989.324 (1983–1995) |
|  | Alfa Romeo  | Arna (mecánicas)                          | 1983            | 1987         | 53.344              |
|  | Alfa Romeo  | 33 Sportwagon (primera serie)             | 1984            | 1990         |                     |
|  | Fiat        | Fiat Tipo                                 | 1989            | 1990         |                     |
|  | Autobianchi | Autobianchi Y10                           | 1987            | 1995         |                     |
|  | Alfa Romeo  | 33 (segunda serie)                        | 1990            | 1994         |                     |
|  | Alfa Romeo  | 33 Sportwagon (segunda serie)             | 1990            | 1994         |                     |
|  | Alfa Romeo  | 155                                       | 1992            | 1997         | 191.949             |
|  | Alfa Romeo  | 145                                       | 1994            | 2000         | 221.037             |
|  | Alfa Romeo  | 146                                       | 1995            | 2000         | 233.295             |
|  | Alfa Romeo  | 156 (primera serie)                       | 1997            | 2003         | 331.877             |
|  | Alfa Romeo  | 156 Sportwagon (primera serie)            | 2000            | 2003         | 36.220              |
|  | Alfa Romeo  | 147 (primera serie)                       | 2000            | 2004         |                     |
|  | Alfa Romeo  | 156 (segunda serie)                       | 2003            | 2005         |                     |
|  | Alfa Romeo  | 156 Sportwagon/Crosswagon (segunda serie) | 2003            | 2005         |                     |
|  | Alfa Romeo  | GT                                        | 2003            | 2010         | 25.000 ca.          |
|  | Alfa Romeo  | 147(segunda serie)                        | 2004            | 2010         |                     |
|  | Alfa Romeo  | 159                                       | 2005            | 2011         |                     |
|  | Alfa Romeo  | 159 Sportwagon                            | 2006            | 2011         |                     |
|  | Fiat        | Fiat Panda                                | 2011            | Presente     |                     |
|  | Alfa Romeo  | Alfa Romeo Tonale                         | 2021            | Presente     |                     |